# Počenik
Počenik este o localitate din comuna Pesnica, Slovenia, cu o populație de 113 locuitori.